# Rhynchium carnaticum
Rhynchium carnaticum är en stekelart som först beskrevs av Fabricius 1798.  Rhynchium carnaticum ingår i släktet Rhynchium och familjen Eumenidae. Inga underarter finns listade i Catalogue of Life.